# Aphnaeus orcas
Aphnaeus orcas är en fjärilsart som beskrevs av Dru Drury 1782. Aphnaeus orcas ingår i släktet Aphnaeus och familjen juvelvingar. Inga underarter finns listade i Catalogue of Life.